# Оро-Вейлі
Оро-Вейлі (англ. Oro Valley) — місто (англ. town) в США, в окрузі Піма штату Аризона. Населення — 47 070 осіб (2020).

## Географія
Оро-Вейлі розташоване за координатами 32°25′20″ пн. ш. 110°58′34″ зх. д. / 32.42222° пн. ш. 110.97611° зх. д. (32.422094, -110.976235). За даними Бюро перепису населення США в 2010 році місто мало площу 92,31 км², з яких 92,02 км² — суходіл та 0,29 км² — водойми.

## Розташування

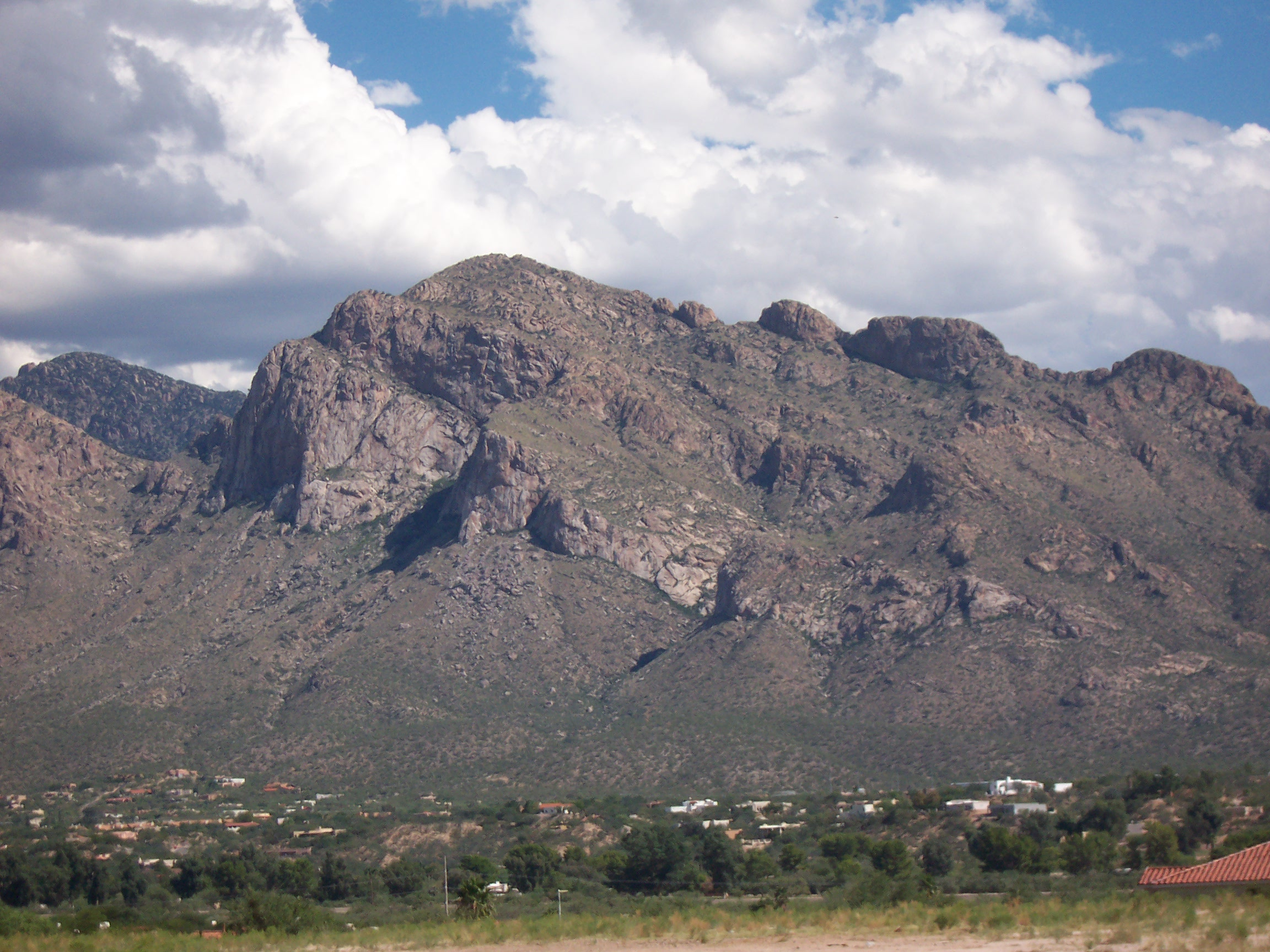
Вид з Оро-Вейлі на хребет Паш в горах Святої Каталіни

Оро-Вейлі розташований у північній частині округу Піма приблизно в трьох милях на північ від межі міста Тусон. Сама долина була сформована річкою Санта-Крус в місці її злиття з річкою Голд в горах Святої Каталіни. Місто розташоване на висоті 2620 футів над рівнем моря.

## Управління
Оро-Вейлі було включено у квітні 1974 року.
Містечко знаходиться у веденні семи членів міської ради. Міська рада відповідає за всі питання, пов'язані з Оро-Вейлі, у тому числі житлового і комерційного розвитку та збереження природних територій.
Мешканці Оро-Вейлі обирають шістьох членів міської ради та мера. Віце-мер обирається Радою з числа шести членів Ради.

## Демографія

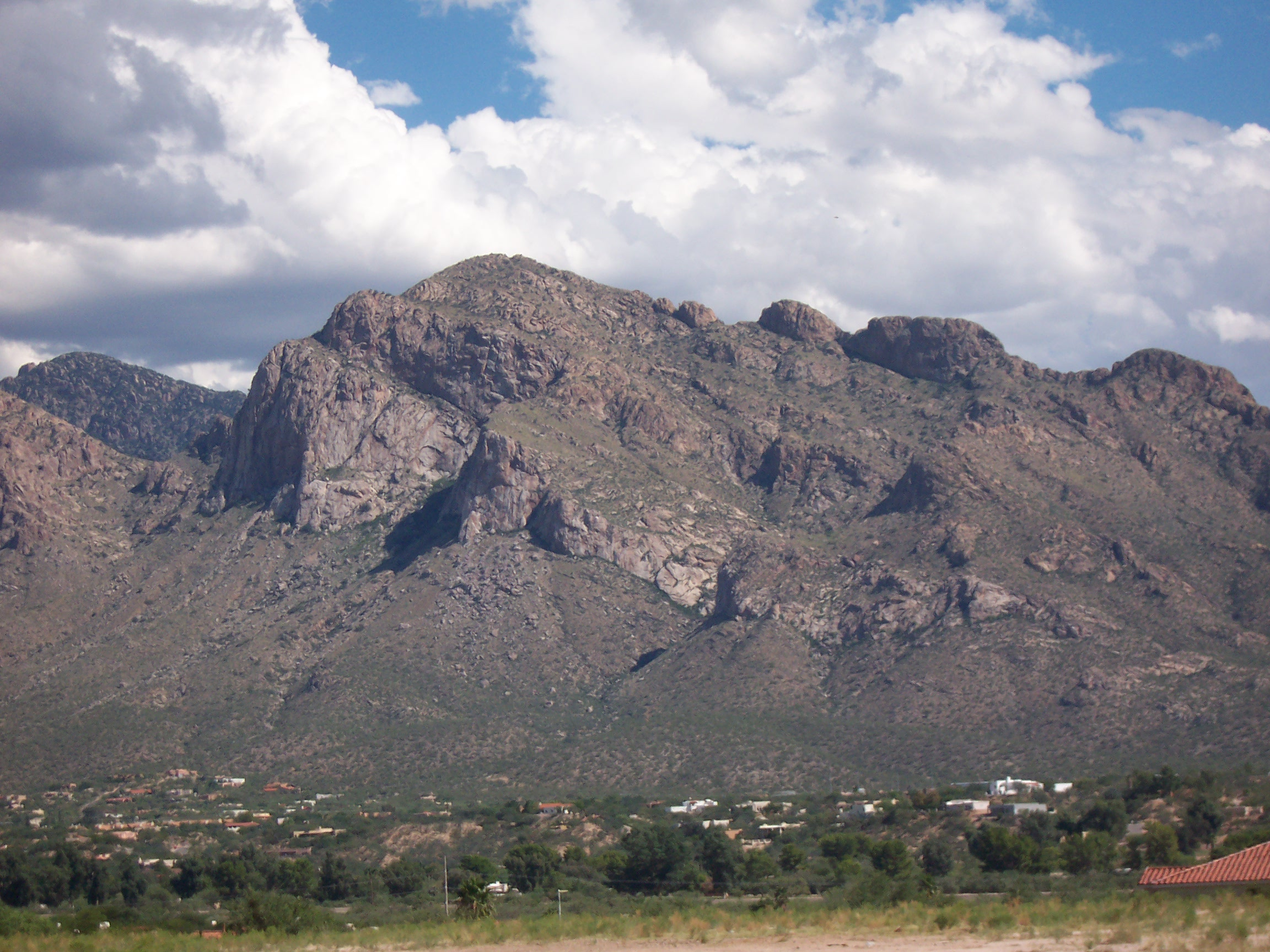
Вид з Оро-Вейлі на хребет Паш в горах Святої Каталіни

Згідно з переписом 2010 року, у місті мешкало 41 011 особа в 17 804 домогосподарствах у складі 12 520 родин. Густота населення становила 444 особи/км². Було 20340 помешкань (220/км²).
Расовий склад населення:
| - 89,8 % — білих - 3,1 % — азіатів - 1,5 % — чорних або афроамериканців - 0,4 % — корінних американців - 0,1 % — вихідців з тихоокеанських островів - 2,6 % — осіб інших рас |

До двох чи більше рас належало 2,4 %. Частка іспаномовних становила 11,5 % від усіх жителів.
За віковим діапазоном населення розподілялося таким чином: 19,2 % — особи молодші 18 років, 54,7 % — особи у віці 18—64 років, 26,1 % — особи у віці 65 років та старші. Медіана віку мешканця становила 49,8 року. На 100 осіб жіночої статі у місті припадало 90,7 чоловіків; на 100 жінок у віці від 18 років та старших — 88,3 чоловіків також старших 18 років.
Середній дохід на одне домашнє господарство становив 96 106 доларів США (медіана — 77 770), а середній дохід на одну сім'ю — 109 007 доларів (медіана — 90 276). Медіана доходів становила 74 465 доларів для чоловіків та 48 388 доларів для жінок. За межею бідності перебувало 5,6 % осіб, у тому числі 5,8 % дітей у віці до 18 років та 4,0 % осіб у віці 65 років та старших.
Цивільне працевлаштоване населення становило 17 137 осіб. Основні галузі зайнятості: освіта, охорона здоров'я та соціальна допомога — 25,9 %, науковці, спеціалісти, менеджери — 12,1 %, роздрібна торгівля — 10,8 %.